# Tibor Selymes
Tibor Selymes (n. 14 mai 1970, Bălan, Harghita) este un fost fotbalist și actual antrenor român de etnie maghiară, care a jucat pentru Echipa națională de fotbal a României la Campionatele Mondiale de Fotbal din 1994 și 1998. Este nepotul fotbalistului Nicolae (Miklos) Selymes (n. 11 martie 1940), care a jucat pentru Steagul Roșu Brașov și Dinamo București în 99 de meciuri din Divizia A, în care a marcat 15 goluri.
În martie 2008 a fost decorat cu Ordinul „Meritul Sportiv” clasa a III-a, pentru rezultatele obținute la turneele finale din perioada 1990-2000 și pentru întreaga activitate.
A fost antrenorul echipei de fotbal de primă ligă, Astra Ploiești dar a fost demis după două etape în sezonul de Liga I 2011-2012. În data de 28 septembrie 2011 a devenit antrenorul echipei FCM Târgu Mureș, în locul lui Ioan Ovidiu Sabău.
Tibor Selymes a fost antrenor al echipei Petrolul Ploiești.
În prezent este antrenor al echipei de fotbal din liga 3, Știința Miroslava.

## Controverse
În octombrie 2017, DNA l-a trimis în judecată pe Tibor Selymes sub acuzația de vătămare corporală din culpă și complicitate la abuz în serviciu. Acesta este suspectat că ar fi autorul accidentului rutier din 15 ianuarie 2012 și că ar fi participat activ, alături de ofițeri din Poliția Serviciului Rutier Brașov, la eludarea răspunderii penale.